# آسپارک اول
آسپارک اَول (به ژاپنی: アスパーク・アウル؛ به معنای جغد) یک خودروی اسپورت تمام برقی با باتری است که توسط شرکت مهندسی ژاپنی آسپارک (アスパーク) ساخته شده و از سال ۲۰۱۸ در دست توسعه است و هدف آن ساخت سریع‌ترین خودروی برقی با شتاب است. این خودرو توسط Manifattura Automobili Torino در ایتالیا ساخته خواهد شد. آسپارک برای تولید ۵۰ دستگاه خودرو با لیست قیمت ۲٫۵ میلیون یورو برنامه‌ریزی کرده است. اول به‌صورت مفهومی در نمایشگاه خودروی فرانکفورت ۲۰۱۷ رونمایی شد، و نسخه تولیدی آن در نوامبر ۲۰۱۹ در نمایشگاه بین‌المللی خودروی دبی رونمایی شد.

## مشخصات و عملکرد

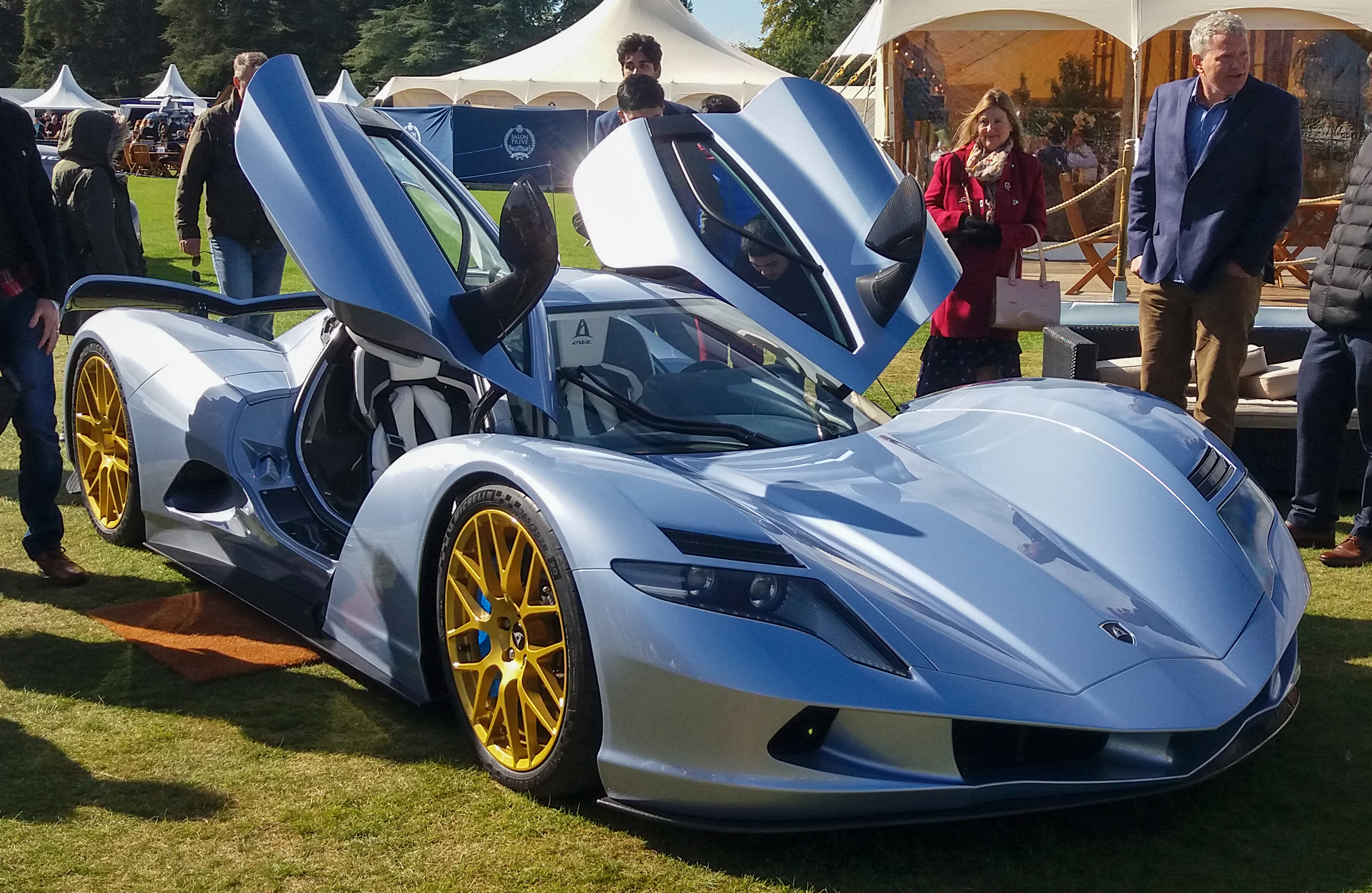
نسخه تولیدی

اول دارای بدنه فیبر کربنی است که حول یک شاسی مونوکوک فیبر کربن به وزن ۱۲۰ کیلوگرم (۲۶۵ پوند) ساخته شده است. یک ساختار پشتیبانی از فولاد ضدزنگ در سقف تعبیه شده است تا استحکام بدنه را افزایش دهد. تغییراتی که در بدنه این کانسپت ایجاد شده است شامل اضافه شدن آینه‌های بال، بال عقب فعال و شیشه عقب بازطراحی شده است. این خودرو دارای سامانه تعلیق دوجناغی با دمپرهای هیدرولیک و بردار گشتاور برای هندلینگ بهتر است. قدرت توقف توسط یک سیستم ترمز کربن سرامیکی با کالیپرهای جلو ۱۰ پیستون و کالیپرهای عقب ۴ پیستون انجام می‌شود.
ادعا شده است که اول می‌تواند از ۰-۹۷ کیلومتر بر ساعت (۶۰ مایل بر ساعت) در ۱٫۶۹ ثانیه، ۱-۱۰۰ کیلومتر بر ساعت (۶۲ مایل بر ساعت) در ۱٫۹ ثانیه، ۰-۲۹۹ کیلومتر بر ساعت (۱۸۶ مایل بر ساعت) در ۱۰٫۶ ثانیه، شتاب بگیرد. و می‌تواند به حداکثر سرعت ۴۰۰ کیلومتر بر ساعت (۲۴۹ مایل بر ساعت) دست یابد که آن را به سریع‌ترین خودروی تولیدی با شتاب در جهان تبدیل می‌کند.

## نگارخانه

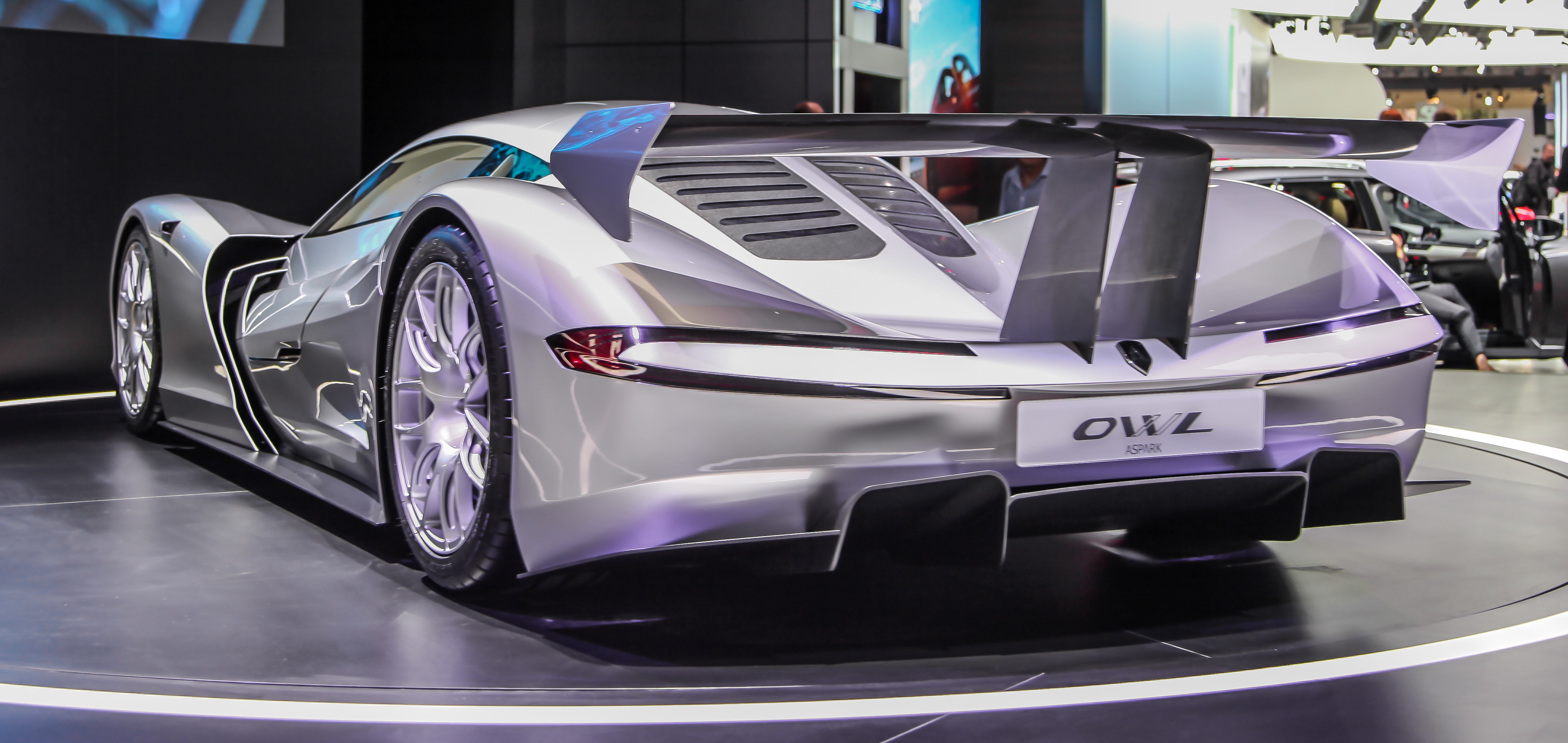
نمای عقب
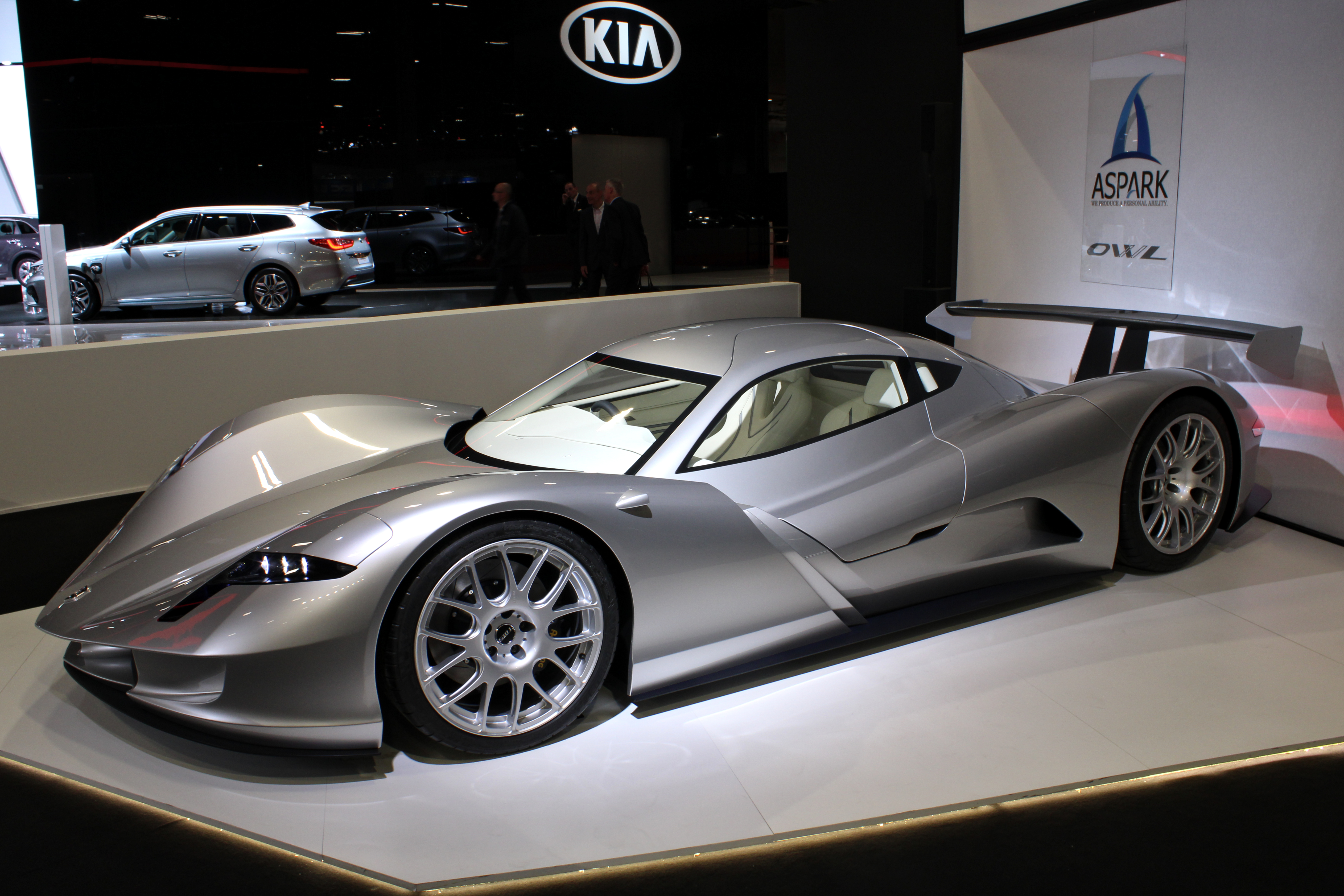
نمای کنار
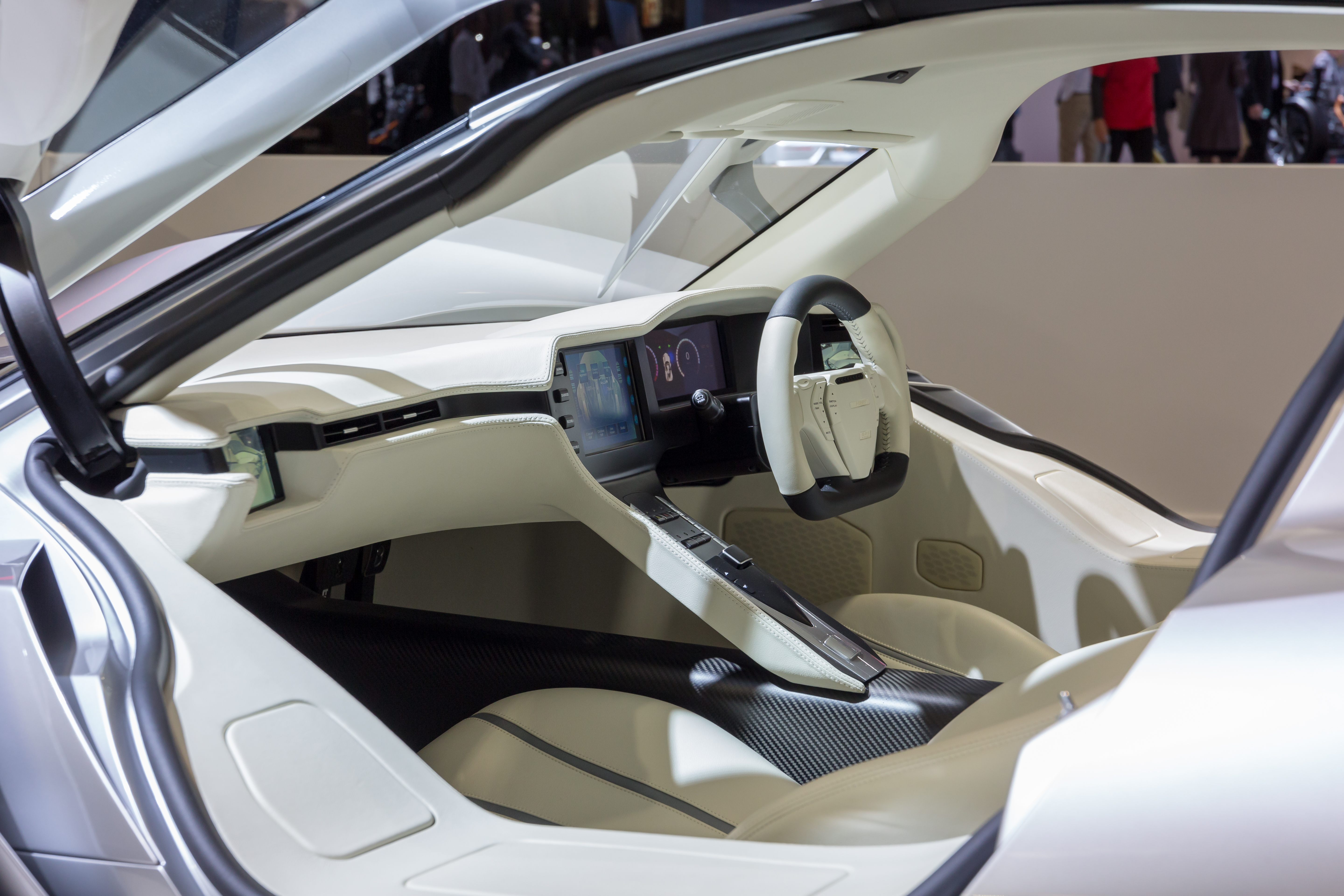
نمای داخل